# 織原奈未
織原 奈未（おりはら なみ、1979年（昭和54年）1月15日 - ）は、神奈川県出身の元お菓子系グラビアアイドル。のちに折原奈美という名でも活動した。

## 略歴
- 1994年、『すッぴん』 1994年12月号にグラビア初掲載。その後『クリーム』などにも掲載[1]。
- 1995年、ユニット「キューティーセーラーズ」（後に「キューティー」に改名）の一員となる。
- 2000年、ラスト☆エンジェルに参加。この時点ですでに「折原奈美」に改名している[1]。

## 作品

### 写真集
- Cuty Fruits ISBN 4-7567-0875-7
- 甘くて青い夏 ISBN 4-89461-104-X

### ビデオ
- Fitteen Club「沖縄ではじけた15歳の果実」 ISBN 4-7567-0873-0
- 織原奈未ラッキークレープ ISBN 4-7542-6821-0
- ボクの青いつぼみ

### CD-ROM
- Lettle Venus
- 「犯行写真－縛られた少女たちの見たモノは？－」セガサターンゲームソフト

### CD
- 小さなHappy（ラスト☆エンジェル）